# ویلوروآ، سن-ا-مرن
ویلوروآ (به فرانسوی: Villeroy)، ویلوروآ، سن-ا-مرن (به فرانسوی: Villeroy, Seine-et-Marne) یک کمون در بخش سن-ا-مرن در ناحیه ایل-دو-فرانس در شمال مرکزی فرانسه است.